# Radiant (fumetto)
Radiant è una serie a fumetti francese in stile giapponese, scritta e disegnata da Tony Valente e pubblicata da Ankama a partire dal 4 luglio 2013. La serie ha ottenuto un enorme successo, tanto da essere pubblicata anche in Germania, Polonia, Spagna e persino Giappone, sotto l'etichetta Asukashinsha. L'edizione italiana è stata curata da Mangasenpai dal 15 marzo 2017 al 9 maggio 2019 per i primi nove volumi mentre dal 2 ottobre 2019 una ristampa completa della serie viene curata da J-Pop.
Dal fumetto è stata tratta anche una serie anime prodotta in Giappone, la quale è stata trasmessa su NHK Educational TV dal 6 ottobre 2018 al 23 febbraio 2019 per un totale di 21 episodi. Una seconda serie animata è stata annunciata al termine della trasmissione della prima e comprende come la precedente 21 episodi. È stata trasmessa dal 2 ottobre 2019 al 26 febbraio 2020.

## Trama
In un mondo fantastico delle creature chiamate Nemesis cominciano a cadere dal cielo; la loro origine è sconosciuta, ma cominciano ad attaccare gli esseri umani, i quali, se toccati da tali mostri, muoiono folgorati all'istante. Vi è tuttavia una piccola percentuale che riesce a sopravvivere, ottenendo il potere di controllare la loro energia; questi esseri vengono chiamati stregoni. La loro peculiarità è l'avere una sorta di maledizione dovuta al contatto con i Nemesis. Seth, un giovane stregone la cui maledizione è avere in testa delle piccole corna, dopo aver sconfitto il suo primo mostro, decide di votare la sua esistenza alla ricerca di Radiant, il leggendario nido da cui si dice provengano tutti i Nemesis.

## Personaggi

Mélie, Doc e Seth nella sigla iniziale dell'anime

Seth (セト?, Seto)
Doppiato da: Yumiri Hanamori
È il protagonista della vicenda, un giovane stregone che non ha ancora combattuto il suo primo Nemesis. La sua maledizione è l'avere delle piccole corna in testa. Viene addestrato nella magia dalla strega Alma che si è anche occupata di allevarlo tutta sola; un giorno mentre visitano una delle tante isole volanti il ragazzo avrà il suo primo scontro che riuscirà a portare a termine tutto solo. La sua abilità, martirizzata dalla maestra perché dannosa, è il saper controllare la fantàsia, ossia l'energia magica utilizzata sia dagli stregoni che dai Nemesis, senza l'utilizzo di nessun oggetto; è inoltre abbastanza capace nel combattimento corpo a corpo. È molto ingenuo ma si dimostra altrettanto idealista, tanto da promettere alla sua maestra che un giorno troverà il Radiant e metterà fine al tormento dei Nemesis.
Mélie (メリ?, Meri)
Doppiata da: Aoi Yūki
Giovane strega che incontra Seth dopo il suo primo combattimento, presentandosi come la scorta che avrebbe dovuto accompagnare Doc a raccogliere i resti lasciati dal Nemesis dopo la sfida. La sua maledizione consiste nel cambiare repentinamente carattere quando si trova in mezzo a tanta gente; è inoltre accompagnata da un uccellino, Mr. Boobie.
Doc (ドク?, Doku)
Doppiato da: Shintarou Oohata
Ricercatore che sta dedicando la sua vita a trovare una cura per le maledizioni degli stregoni. Teme qualsiasi cosa e reputa Seth alla stregua di un portatore di sventure. La sua maledizione consiste nel ringiovanire ogni qual volta effettui una muta.
Alma (アルマ?, Aruma)
Doppiata da: Romi Paku
È la maestra di Seth e la persona che lo ha allevato. Le manca un braccio, amputato in seguito al contatto con il suo primo mostro, e la maledizione dovuta al contatto con i Nemesis consiste in continue emicrania.

### Inquisitori
Gli inquisitori sono coloro che danno la caccia agli stregoni e sono organizzati in gradi come una sorta di esercito.
Torque "Le fauve" (トルク?, Toruku)
Doppiato da: Kenta Miyake
Generale inquisitore.
Dart Dragunov (ダート・ドラグノフ?, Dāto Doragunofu)
Doppiato da: Kōji Yusa
Capitano inquisitore.
Konrad de Marbourg (コンラッド・ド・マルブール?, Konraddo do Marubūru)
Doppiato da: Katsuki Murase
Capitano inquisitore.

## Media

### Fumetto
Radiant viene scritto e disegnato da Tony Valente e pubblicato da Ankama a partire dal luglio 2013.
L'edizione italiana è stata curata da Mangasenpai dal marzo 2017 al maggio 2019 per i primi nove volumi mentre dal 2 ottobre 2019 una ristampa completa della serie viene curata da J-Pop.

#### Volumi
| 1  | 4 luglio 2013 | ISBN 978-2-35910-391-5 | 15 marzo 2017    | ISBN 978-88-98385-83-6 (ed. regolare) ISBN 978-88-94936-17-9 (ed. variant) |
| 1  | Capitoli - 1. Nemesis - 2. Risveglio - 3. La capellona e il cornuto - 4. M.L.M. Show |                        |                  |                                                                            |
| 2  | 6 marzo 2014 | ISBN 978-2-35910-486-8 | 2 agosto 2017    | ISBN 978-88-98385-91-1                                                     |
| 2  | Capitoli - 5. Fantàsia - 6. Jean Pedrovitch de la Noche Salomon Grispépin Wondersmith - 7. Benvenuto a Rumble Town - 8. Sobborgo nord - 9. Colpo di scena - 10. Domitor - 11. Due sputi e della pipì - 12. Here Comes a New Challenger!  |                        |                  |                                                                            |
| 3  | 27 febbraio 2015 | ISBN 978-2-35910-505-6 | 15 novembre 2017 | ISBN 978-88-98385-92-8                                                     |
| 3  | Capitoli - 13. Quando Rumble Town sprofonderà - 14. Esecuzione - 15. Rinascita - 16. North East Jail - 17. La caduta - 18. Taumaturghi - 19. Il bastione - 20. Una bara per Doc                                                          |                        |                  |                                                                            |
| 4  | 20 novembre 2015 | ISBN 978-2-35910-862-0 | 9 febbraio 2018  | ISBN 978-88-94936-00-1                                                     |
| 4  | Capitoli - 21. Piodon - 22. Kannibal - 23. Da che parte? (1) - 24. Da che parte? (2) - 25. Il mostro che credono di aver visto - 26. Il "miracolo" - 27. Post Tenebras Lux - 28. M.L.M. Show Vol. 2                                      |                        |                  |                                                                            |
| 5  | 8 luglio 2016 | ISBN 978-2-35910-966-5 | 9 maggio 2018    | ISBN 978-88-94936-01-8                                                     |
| 5  | Capitoli - 29. Il capitano Taumaturgo - 30. The Bravery Duet - 31. I baroni - Mercanti - 32. Caislean Merlin - 33. Il folletto della statua - 34. Nemesis Spectrum - 35. La regina strega - 36. Sogni                                    |                        |                  |                                                                            |
| 6  | 2 dicembre 2016 | ISBN 979-1-03350-096-4 | 9 agosto 2018    | ISBN 978-88-94936-10-0                                                     |
| 6  | Capitoli - 37. La caduta dello Spectrum - 38. L'ultimo respiro - 39. Sangue - 40. Trapper - 41. Il folletto della foresta - 42. Appassito - 43. La ribelle - 44. I sensi dello stregone                                                  |                        |                  |                                                                            |
| 7  | 3 luglio 2017 | ISBN 979-1-03350-450-4 | 9 novembre 2018  | ISBN 978-88-94936-18-6                                                     |
| 7  | Capitoli - 45. Ostile - 46. Improvvisa! - 47. Gysoni - 48. Piccolo popolo - 49. Eredi - 50. Pedinamento - 51. La dullahan - 52. La forza delle pietre                                                                                    |                        |                  |                                                                            |
| 8  | 1º dicembre 2017 | ISBN 979-1-03350-487-0 | 9 febbraio 2019  | ISBN 978-88-94936-26-1                                                     |
| 8  | Capitoli - 53. L'erede indisciplinata - 54. B.O.T. - 55. Illusione - 56. Messaggio di pace - 57. I re - Stregoni - 58. Ricordi - 59. Figlio mio - 60. Guardiani di pietra                                                                |                        |                  |                                                                            |
| 9  | 25 maggio 2018 | ISBN 979-1-03350-545-7 | 9 maggio 2019    | ISBN 978-88-94936-27-8                                                     |
| 9  | Capitoli - 61. Mordred - 62. La regina prigioniera - 63. Quelli che danno gli ordini - 64. La testa della regina - 65. Pietre della memoria - 66. L'armatura di Pen Draig - 67. Bestie inumane - 68. Comandante Ullmina                  |                        |                  |                                                                            |
| 10 | 21 settembre 2018 | ISBN 979-10-3350-555-6 | 2 ottobre 2019   | ISBN 978-88-6883-975-8 (ed. regolare) ISBN 978-88-349-0109-0 (ed. variant) |
| 10 | Capitoli - 69. Myrddin - 70. Giocattolo di ferraglia - 71. Un'anima così nera - 72. Morite tutti - 73. Sacrificata - 74. Togliere la maschera - 75. Mille volte almeno - 76. Broom Broom Cup Survival!                                   |                        |                  |                                                                            |
| 11 | 22 febbraio 2019 | ISBN 979-10-3350-929-5 | 5 febbraio 2020  | ISBN 978-88-349-0193-9                                                     |
| 11 | Capitoli - 77. Broom Broom Cup Survival #2 - 78. Finish Line - 79. Marry Me Baby - 80. Disillusione - 81. La masnada - 82. Generale inquisitore - 83. Effetti collaterali - 84. Corrosivo                                                |                        |                  |                                                                            |
| 12 | 5 luglio 2019 | ISBN 978-10-3350-964-7 | 10 giugno 2020   | ISBN 978-88-349-0331-5                                                     |
| 12 | Capitoli - 85. Dragonfly - 86. Divorarlo - 87. Zuppa - 88. Il calderone di Yaga - 89. Confinati - 90. Limatura d'argento - 91. Uccidere tutti - 92. La canopea                                                                           |                        |                  |                                                                            |
| 13 | 31 gennaio 2020 | ISBN 979-10-3350-976-9 | 21 ottobre 2020  | ISBN 978-88-349-1499-1                                                     |
| 13 | Capitoli - 93. Adriel - 94. Un aiutino - 95. I colli di Bōme - 96. Non ti lascerò - 97. Istantanea - 98. Così contente - 99. Lo sguardo di Vènèlope - 100. I conversi                                                                    |                        |                  |                                                                            |
| 14 | 28 agosto 2020 | ISBN 979-10-3350-983-7 | 10 febbraio 2021 | ISBN 978-88-349-0554-8                                                     |
| 14 | Capitoli - 101. L'aldisotto - 102. Sacrificata - 103. Disarmati - 104. Soffrire al posto loro - 105. Emeth - 106. Solo spaventati - 107. Aiutami - 108. Un isolotto tutto tuo                                                            |                        |                  |                                                                            |
| 15 | 1º ottobre 2021 | ISBN 979-10-3351-248-6 | 9 febbraio 2022  | ISBN 978-88-349-0904-1                                                     |
| 15 | Capitoli - 109. Adhès - 110. Con riconoscenza e rispetto - 111. Non ti ho abbandonato - 112. La fantàsia che si plasma - 113. Mostri nella nebbia - 114. Insegnarti a rispettarti - 115. Non serviamo a niente - 116. La nostra uniforme |                        |                  |                                                                            |
| 16 | 1º aprile 2022 | ISBN 979-10-3351-187-8 | 1º giugno 2022   | ISBN 978-88-349-1058-0                                                     |
| 16 | Capitoli - 117. La gleba - 118. Vivo o morto - 119. Strumenti di distruzione - 120. Una libertà incondizionata - 121. Apparenze - 122. Non aver paura di me - 123. Lo squadrone fantasma - 124. Soldato di Grimm                         |                        |                  |                                                                            |
| 17 | 2 dicembre 2022 | ISBN 979-10-3351-408-4 | 3 maggio 2023    | ISBN 978-88-349-2060-2                                                     |
| 17 | Capitoli - 125. Solo Dai Domitor - 126. Lo sciame - 127. Perché tanta prudenza? - 128. Mamma - 129. Concedermi la tua fiducia - 130. Spergiura - 131. Ai limiti della mia coscienza - 132. Le tue decisioni                              |                        |                  |                                                                            |
| 18 | 8 dicembre 2023 | ISBN 979-10-3351-406-0 | 26 giugno 2024   | ISBN 978-88-349-2875-2                                                     |
| 18 | Capitoli - 133. Folletti - 134. La passeggiata degli inquisitori - 135. Lo squadrone delle nuvole - 136. Vedere di nuovo - 137. Siamo in guerra - 138. Avere paura - 139. Nanna Doc - 140. Agli occhi di chi?                            |                        |                  |                                                                            |
| 19 | 22 novembre 2024 | ISBN 979-10-3351-720-7 | 21 maggio 2025   | ISBN 978-88-349-3071-7                                                     |
| 19 | Capitoli - 141. Annientamento - 142. Stalattiti di una bellezza rara - 143. La tua missione come Goccia - 144. Dominium - 145. La mia realtà - 146. All'ombra di queste piante cattive - 147. Nessun buono motivo - 148. Distensione     |                        |                  |                                                                            |

### Anime
Dal fumetto è stata tratta una serie anime, diretta da Daisei Fukuoka e Seiji Kishi, prodotta dallo studio Lerche e trasmessa in Giappone su NHK Educational TV dal 6 ottobre 2019 al 23 febbraio 2019 per un totale di 21 episodi. La sigla d'apertura è Utopia dei 04 Limited Sazabys mentre quella di chiusura è Radiant (ラディアン?, Radian) dei Polkadot Stingray. La sigla di chiusura dell'episodio 17 è Kimi no mirai (君の未来?) di Yumi Uchiyama.
Una seconda serie animata è stata annunciata al termine della trasmissione della prima e comprende come la precedente 21 episodi. Quest'ultima è stata trasmessa dal 2 ottobre 2019 al 26 febbraio 2020. La sigla d'apertura è Naraku (ナラク?) dei Halo at Yojohan mentre quella di chiusura è Chitto mo shiranakatta (ちっとも知らなかった?) di Emi Nakamura.

#### Episodi

##### Prima stagione
| Nº | Titolo italiano Giapponese 「Kanji」 - Rōmaji                                                                                  | In onda          | In onda |
| Nº | Titolo italiano Giapponese 「Kanji」 - Rōmaji                                                                                  | Giapponese       |         |
| 1  | Il giovane stregone -Seth- 「魔法使いの少年 -Seth-」 - Mahōtsukai no shōnen -Seth-                                             | 6 ottobre 2018   |         |
| 2  | Vero Coraggio -Bravery- 「本当の勇気 -Bravery-」 - Hontō no yūki -Bravery-                                                     | 13 ottobre 2018  |         |
| 3  | Il giorno della partenza -Alma- 「旅立ちの日 -Alma-」 - Tabidachinohi -Alma-                                                   | 20 ottobre 2018  |         |
| 4  | Un incontro nel cielo -Encounter- 「大空の出会い -Encounter-」 - Ōzora no deai -Encounter-                                     | 27 ottobre 2018  |         |
| 5  | Un paradiso di saggezza e speranza -Artemis- 「英知と希望の楽園 -Artemis-」 - Eichi to kibō no rakuen -Artemis-                | 3 novembre 2018  |         |
| 6  | Gocce di Amicizia -Mélie- 「友情の雫 -Mélie-」 - Yūjō no shizuku -Melie-                                                       | 10 novembre 2018 |         |
| 7  | Abitante delle fogne -Monster- 「地下水道に潜む者 -Monster-」 - Chika suidō ni hisomu mono -Monster-                           | 17 novembre 2018 |         |
| 8  | Prova di forza -Progress- 「強さの証明 -Progress-」 - Tsuyo-sa no shōmei -Progress-                                            | 24 novembre 2018 |         |
| 9  | Coloro che danno la caccia agli eretici -Inquisition- 「異端を狩る者たち -Inquisition-」 - Itan o karu-sha-tachi -Inquisition- | 1º dicembre 2018 |         |
| 10 | La scopa dei ricordi -Memory- 「思い出の箒 -Memory-」 - Omoide no hōki -Memory-                                                | 8 dicembre 2018  |         |
| 11 | La città che ruggisce come un tuono -Rumble Town- 「轟音と喧騒の街 -Rumble Town-」 - Gōon to kensō no machi -Rumble Town-      | 15 dicembre 2018 |         |
| 12 | L'ombra in agguato nella città -Darkness- 「街に巣食う闇 -Darkness-」 - Machi ni sukuu yami -Darkness-                         | 22 dicembre 2018 |         |
| 13 | Ouverture di Turbolenza -Storm- 「動乱序曲 -Storm-」 - Dōran jokyoku -Storm-                                                   | 29 dicembre 2018 |         |
| 14 | Il rintocco della campana della distruzione -Catastrophe- 「崩壊の鐘の音 -Catastrophe-」 - Hōkai no kanenone -Catastrophe-     | 5 gennaio 2019   |         |
| 15 | Pugni come stelle cadenti -Burst- 「その拳は流星のように -Burst-」 - Sono kobushi wa ryuusei no you ni -Burst-                 | 12 gennaio 2019  |         |
| 16 | Spicca il volo e affronta la tempesta -Rising- 「嵐穿ち舞い上がれ -Rising-」 - Arashi ugachi maiagare -Rising-                 | 19 gennaio 2019  |         |
| 17 | Fermare il suono del vento -Serenade- 「いま風の音を止めて -Serenade-」 - Ima kazenone o tomete -Serenade-                     | 26 gennaio 2019  |         |
| 18 | La luce che segue le tenebre -Awakening- 「闇のあとの光 -Awakening-」 - Yami no ato no hikari -Awakening-                      | 2 febbraio 2019  |         |
| 19 | Il mondo che hai cambiato -Relief- 「君が変えた世界 -Relief-」 - Kimi ga kaeta sekai -Relief-                                  | 9 febbraio 2019  |         |
| 20 | Omen -Sign- 「予兆 -Sign-」 - Yochō -Sign-                                                                                     | 16 febbraio 2019 |         |
| 21 | In cerca del futuro -Utopia- 「未来を求めて -Utopia-」 - Mirai o motomete -Utopia-                                             | 23 febbraio 2019 |         |

##### Seconda stagione
| Nº | Titolo italiano Giapponese 「Kanji」 - Rōmaji | In onda          | In onda |
| Nº | Titolo italiano Giapponese 「Kanji」 - Rōmaji | Giapponese       |         |
| 1  | Verso una nuova avventura -Overture- 「新たなる冒険へ -Overture-」 - Aratanaru bōken e -Overture-                                                      | 2 ottobre 2019   |         |
| 2  | Un incontro sotto la pioggia -Mist- 「霧雨の邂逅 -Mist-」 - Kirisame no kaikō -Mist-                                                                   | 9 ottobre 2019   |         |
| 3  | La città dei cavalieri -Caislean Merlin- 「騎士の都 -Caislean Merlin-」 - Kishi no to -Caislean Merlin-                                                | 16 ottobre 2019  |         |
| 4  | Il portatore di calamità -Dullahan- 「災いをよぶ者 -Dullahan-」 - Wazawai o yobu mono -Dullahan-                                                       | 23 ottobre 2019  |         |
| 5  | Pioggia silente, cuori distanti -Rain- 「雨音静かに心は遠く -Rain-」 - Amaoto shizukani kokoro wa tōku -Rain-                                          | 30 ottobre 2019  |         |
| 6  | Il suo nome è -Diabal- 「彼の者の名は -Diabal-」 - Ka no mono no nawa -Diabal-                                                                         | 6 novembre 2019  |         |
| 7  | La battaglia degli Spectrum -Spectre- 「スペクトル攻防戦 -Spectre-」 - Supekutoru kōbō-sen -Spectre-                                                   | 13 novembre 2019 |         |
| 8  | Seth nella Foresta del Tempo -Caillte- 「時の森のセト -Caillte-」 - Toki no Mori no Seto -Caillte-                                                     | 20 novembre 2019 |         |
| 9  | Il palazzo dei complotti -Palace- 「謀略の王宮 -Palace-」 - Bōryaku no ōkyū -Palace-                                                                   | 27 novembre 2019 |         |
| 10 | I requisiti di un cavaliere -Quality- 「騎士の資格 -Quality-」 - Kishi no shikaku -Quality-                                                            | 4 dicembre 2019  |         |
| 11 | E adesso, percepisci il mondo intero -Resonance- 「いま世界を感じて -Resonance-」 - Ima sekai o kanjite -Resonance-                                    | 11 dicembre 2019 |         |
| 12 | La verità è come una maledizione -Ocoho- 「真実は呪いのように -Ocoho-」 - Shinjitsu wa noroi no yō ni -Ocoho-                                          | 18 dicembre 2019 |         |
| 13 | Determinazione -Knighthood- 「君の決意 -Knighthood-」 - Kimi no ketsui -Knighthood-                                                                    | 25 dicembre 2019 |         |
| 14 | L'ultimo campo di battaglia -Battlefield- 「決戦の大地 -Battlefield-」 - Kessen no daichi -Battlefield-                                                | 8 gennaio 2020   |         |
| 15 | Condotto verso l'abisso da una melodia di morte -Harmonizium- 「奈落へ誘う滅びの調べ -Harmonizium-」 - Naraku e izanau horobi no shirabe -Harmonizium- | 15 gennaio 2020  |         |
| 16 | La luce della vita si estingue -Tragedy- 「消えゆく命の灯火 -Tragedy-」 - Kie yuku inochi no tomoshibi -Tragedy-                                       | 22 gennaio 2020  |         |
| 17 | Il drago nero scende in campo -Pen Draig- 「黒き竜は舞い降りた -Pen Draig-」 - Kuroki ryū wa maiorita -Pen Draig-                                      | 29 gennaio 2020  |         |
| 18 | La determinazione collettiva risplende -Resistance- 「輝くは人の意思 -Resistance-」 - Kagayaku wa hito no ishi -Resistance-                            | 5 febbraio 2020  |         |
| 19 | Non riesco a sentire la tua voce -Myrddin- 「君の声が聞こえない -Myrddin-」 - Kiminokoe ga kikoenai -Myrddin-                                          | 12 febbraio 2020 |         |
| 20 | Un mazzo di fiori per questa terra -Fantasia- 「この大地に花束を -Fantasia-」 - Kono daichi ni hanataba o -Fantasia-                                   | 19 febbraio 2020 |         |
| 21 | Che il futuro sia con te -Eternity- 「未来は君とともに -Eternity-」 - Mirai wa kimi to tomoni -Eternity-                                               | 26 febbraio 2020 |         |

## Accoglienza
Per il sito web Paoru.fr "Radiant e i suoi autori non cercano di rivoluzionare un genere, gli rende omaggio e i suoi autori tentano con una grande umiltà di esporci un'opera che si avvicina alle grandi e palpitanti saghe". All'Anime e Manga Grand Prix ha ricevuto il premio come migliore fumetto in "stile manga" dell'anno 2014, conferito dalla rivista AnimeLand. Al Japan Expo 2016 la serie ha ricevuto il premio Daruma come miglior manga internazionale.